# Радомысленский, Вениамин Захарович
Вениамин Захарович Радомысленский (19 января 1909, Царицын — 26 октября 1980, Москва) — советский театральный педагог и театровед, заслуженный деятель искусств РСФСР (1969).

## Биография
Родился 19 января 1909 года в Царицыне в семье портного. Детство провёл в Екатеринославе и Симферополе. Окончил Симферопольское профтехучилище Крымшвейторга по специальности портной (1926). Переехал в Москву, учился на рабфаке искусств.
В 1928 году окончил театральное отделение рабфака и в 1931 году литературный факультет Московского университета. Был призван на флот. Службу проходил на Балтийском флоте, был художественным руководителем творческих коллективов, инструктором политуправления.
Вместе с К. С. Станиславским участвовал в создании Оперно-драматической студии, впоследствии, в 1935 году, возглавил эту студию и руководил ею до 1938 года.
Участвовал в Великой Отечественной войне, ушёл добровольцем, служил политработником Северного военно-морского флота, начальником театра Северного флота, был удостоен боевых наград.
С 1945 по 1980 год, вплоть до дня своей смерти, был ректором Школы-студии МХАТ им. В. И. Немировича-Данченко. У студентов пользовался авторитетом и любовью, имел от них прозвище «папа Веня», традиционно завершал своё выступление на празднике начала нового учебного года фразой: «По коням!» Всю его жизнь называют подлинным служением искусству.
В 1956 году способствовал созданию театра «Современник» (предоставил в ночное время для репетиций сцену училища, сам присутствовал на репетициях), а также Нового драматического театра.
Возглавлял народный театральный университет при ВТО, участвовал в подготовке к изданию собрания сочинений К. С. Станиславского.
Его сын, Евгений Вениаминович, окончил Щукинское училище и так же, как и отец, прочно связал свою жизнь с театром, став режиссёром.
Из воспоминаний о Радомысленском Олега Павловича Табакова:

…он относился к Школе-студии как к родному дому и изо всех сил старался привить это чувство своим ученикам. Вениамин Захарович бывал достаточно грозен, но никогда не держал зла. И студенты необыкновенно уважали его и за справедливый гнев, и за широту души. Он умел подчинить дисциплине ораву необразованных студентов, но при этом никогда не лишал их творческой свободы

Он много времени уделял Володе Высоцкому, который не был в те годы первым студентом. Володя часто нарушал разные дисциплинарные условности, балагурил, был неуправляем, но Радомысленский одним из первых почувствовал в нём искру Божию. Уже много позже, когда Высоцкий стал знаменитым, Вениамин Захарович часто приглашал его в училище, и мы собирались, чтобы послушать песни. На третий курс пришёл Женя Урбанский. И это тоже заслуга Вениамина Захаровича.

Александра Нилина:

Среди нас был спившийся актёр Коля Завитаев. Он выпивал ещё в школе-студии, за что ректор Радомысленский решил не выгонять его совсем, но отдать на перевоспитание в провинциальный театр. Он сам отвёз Колю во Владимир, а оттуда привёз очень талантливого актёра без высшего образования, которому бы не помешало доучиться на старших курсах учебного заведения при МХАТ. Фамилия нового студента была Евстигнеев и звали его Евгений— Александр Нилин. Станция Переделкино: поверх заборов : роман частной жизни. Москва: АСТ : Редакция Елены Шубиной, 2015 ISBN 978-5-17-087072-1
Скончался 26 октября 1980 года в Москве на 72-м году жизни. Похоронен на Востряковском кладбище.

Могила Радомысленского на Востряковском кладбище Москвы.